# Minuterie d'agrandisseur

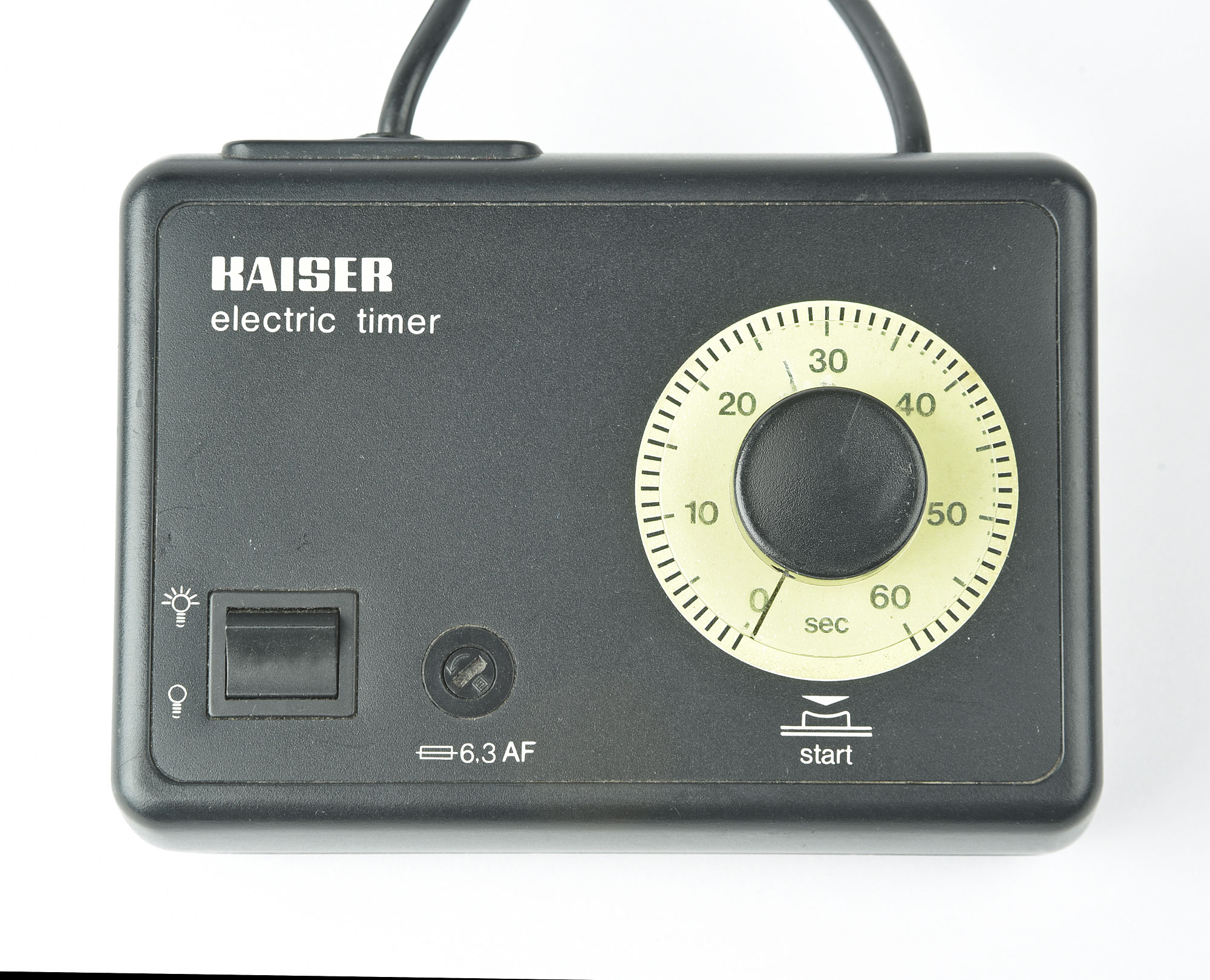
Chronomètre-analyseur électronique

Une minuterie d'agrandisseur, ou compte-pose de chambre noire, est un appareil utilisé en photographie pour chronométrer les processus d'agrandissement des négatifs sur papier, pour les fabriquer à n'importe quelle échelle. C'est un appareil sur lequel est branchée l'agrandisseur du labo photo pour assurer que la durée des poses photo sur papier sensible puisse être réalisée avec précision.
Initialement, il s'agissait d'horloges conventionnelles et plus tard, elles ont été remplacées par des équipements entièrement électroniques. Lorsque le temps sélectionné s'est écoulé, on éteint l'agrandisseur ou simplement une alarme retentit, pour que le photographe l'éteigne.

## Opération
Après avoir spécifié une période de temps, l'alimentation de l'agrandisseur est activée pour la durée souhaitée en appuyant sur un bouton, réalisant ainsi un processus d'exposition précis et reproductible. La plage de temps sélectionnable est généralement comprise entre 1/10 de seconde et une ou plusieurs minutes. La plupart des minuteurs d'exposition ont également un interrupteur de lumière continue, ce qui est particulièrement utile pour le cadrage et la mise au point. 
Selon la version, le cycle de service souhaité est réglé à l'aide d'un cadran mécanique avec échelle ou d'un dispositif à bouton-poussoir avec un affichage numérique. Les variantes les plus pratiques permettent la présélection de plusieurs fois, qui peuvent être appelées spécifiquement en appuyant sur un bouton.

## Mécanique

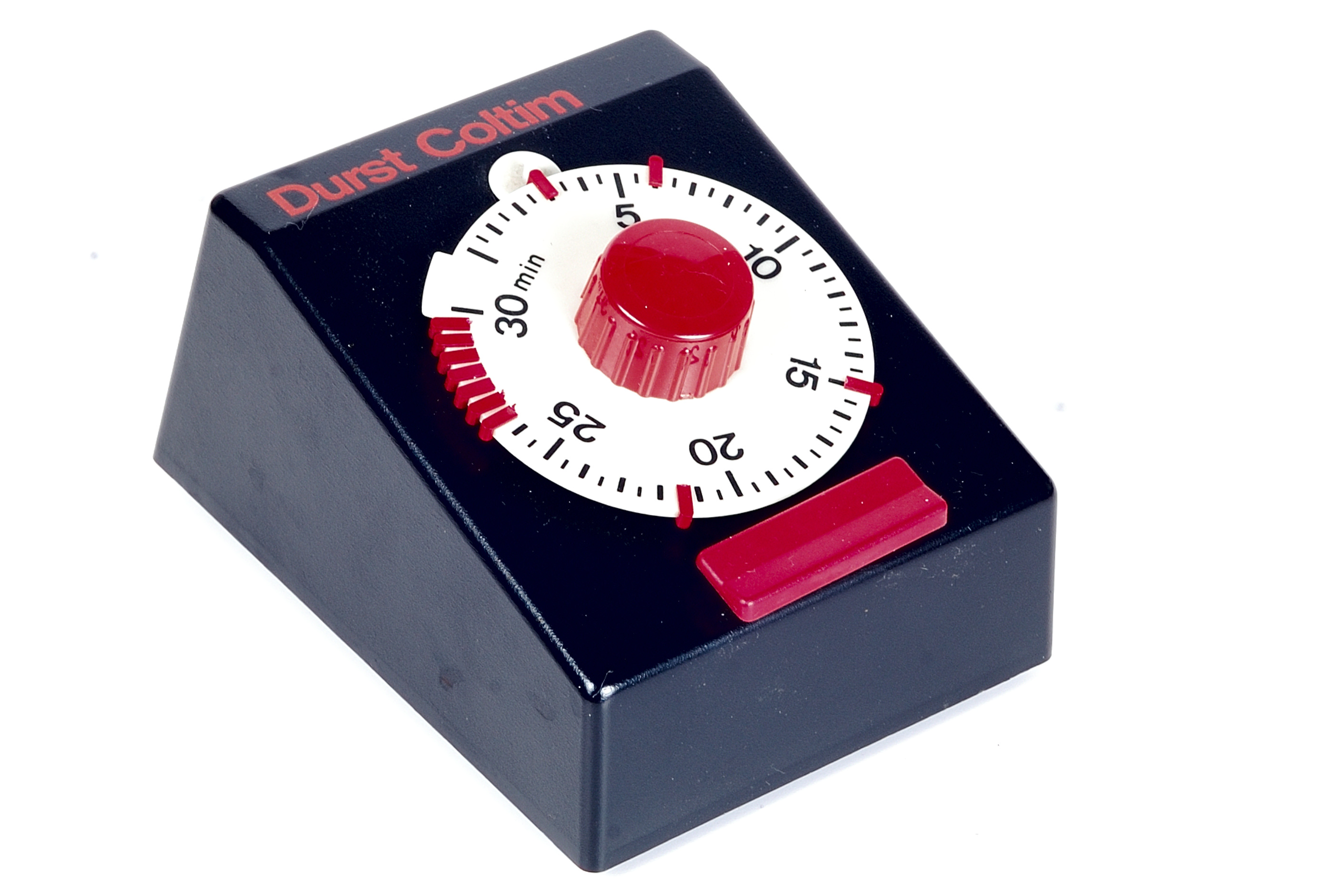
Digitimer Durst

Horloge à usage mécanique pour mesurer le temps. Les minuteries manuelles sont généralement réglées en tournant un cadran sur l'intervalle de temps souhaité, cette action stocke l'énergie dans un ressort moteur pour faire fonctionner le mécanisme. Ils fonctionnent comme un réveil mécanique, l'énergie du ressort moteur fait tourner un balancier en avant et en arrière. Chaque tour de roue libère le train d'engrenages pour avancer d'une petite quantité fixe, ce qui fait que le cadran recule régulièrement jusqu'à ce qu'il atteigne zéro, à ce moment on éteint l'agrandisseur ou simplement un bras de levier frappe une cloche retentissant l'alarme. La minuterie d'agrandisseur mécanique a été inventée dans les années 1920 avec un stabilisateur de gir qui tourne contre la résistance de l'air.

## Électromécanique

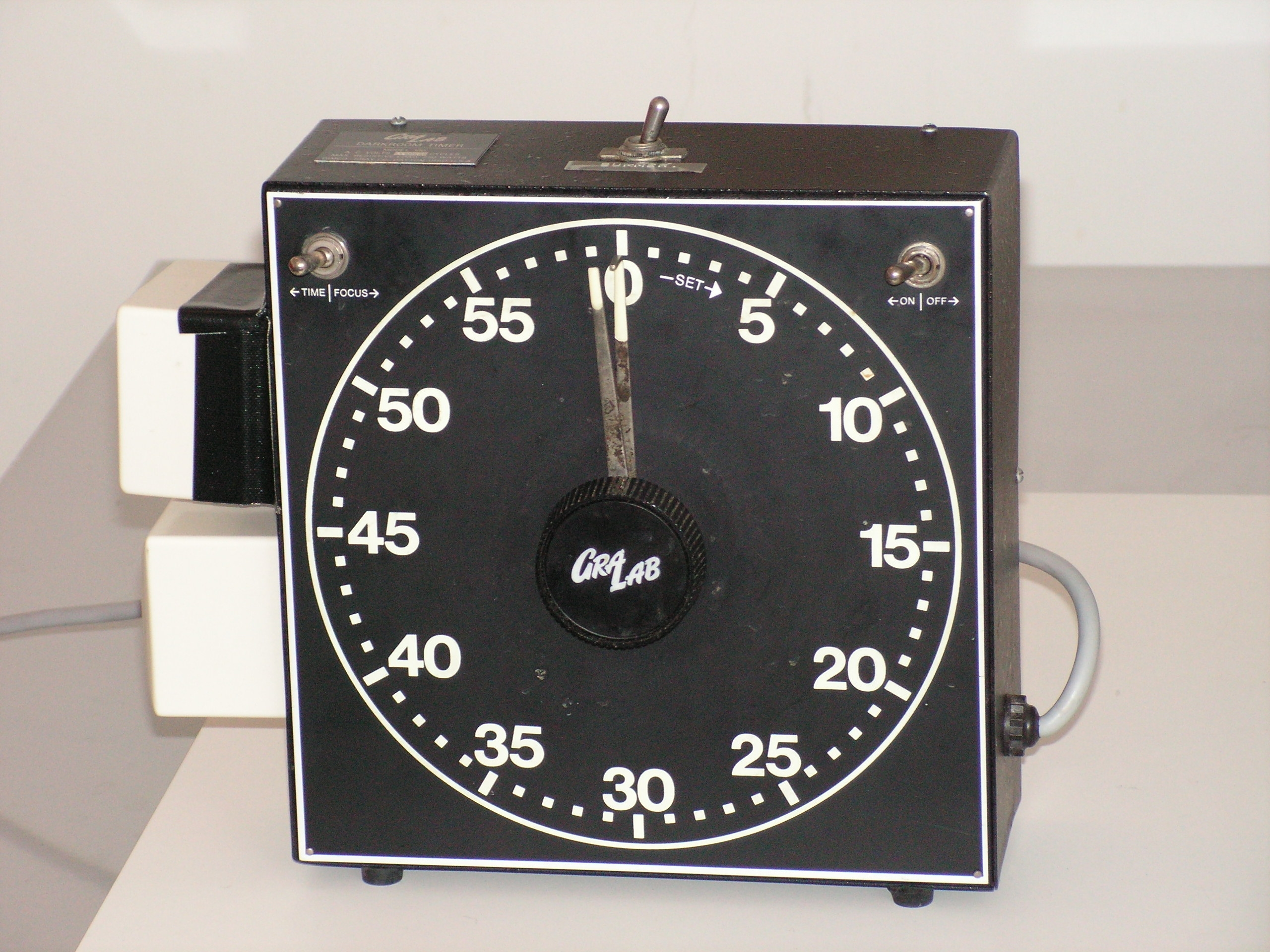
Électromécanique de Gra-Lab,.

Les minuteries électromécaniques à courte période pour agrandisseurs utilisent un mécanisme entraîné par un moteur synchrone à courant alternatif sans aucun circuit électronique. Lorsque le temps sélectionné s'est écoulé, l' amplificateur est déconnecté via le relais qui le maintenait allumé.
Le courant électrique alimente le moteur synchrone qui donne mouvement a des engrainages réducteurs qui font tourner l'aiguille des secondes d'un tour toutes les minutes et simultanément, l'aiguille des minutes d'un tour toutes les heures, réalisant ainsi des chronométrages allant jusqu'à 60 minutes avec une précision d'un dixième de seconde.

## Électronique

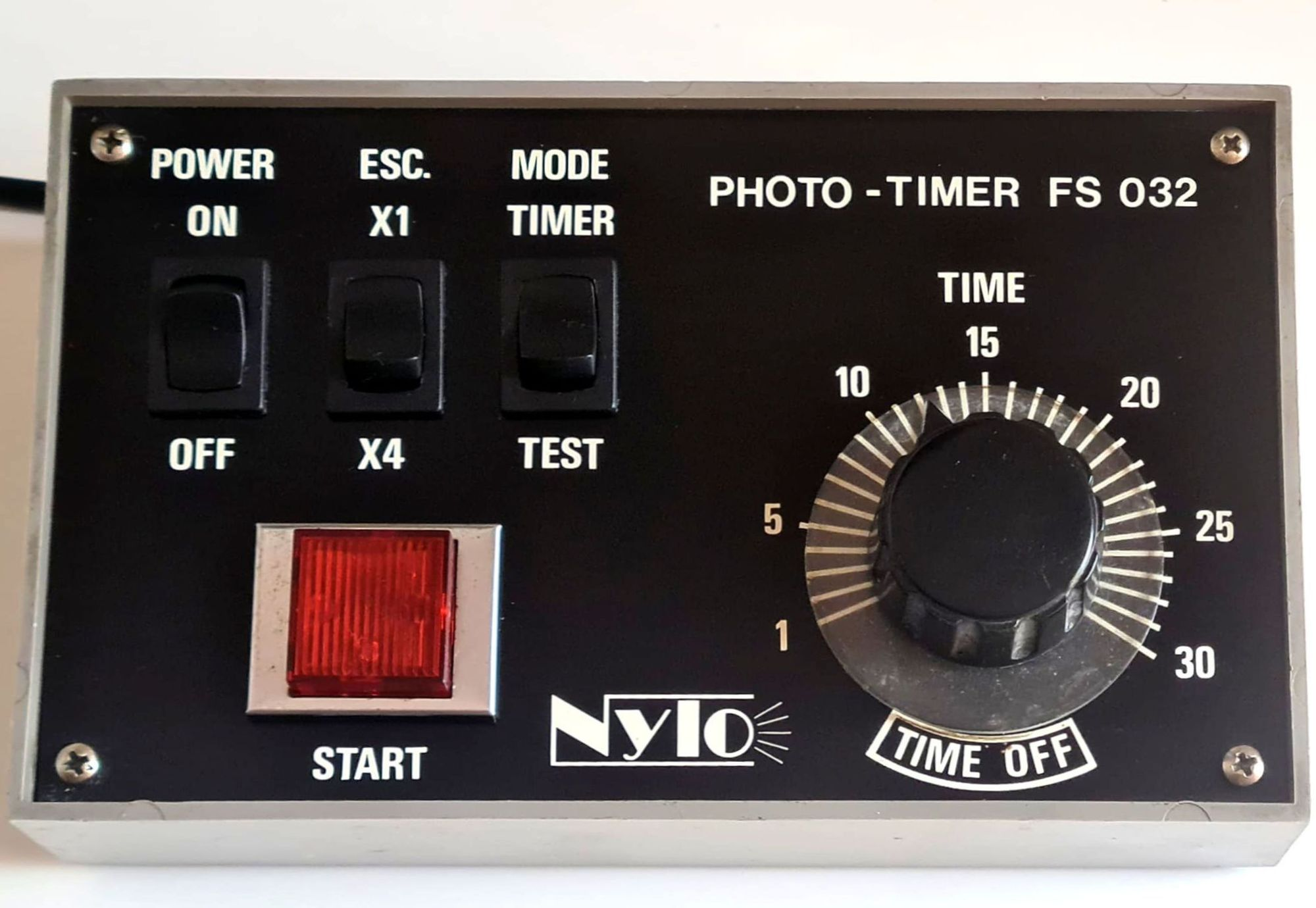
minuterie électronique

Les minuteries électroniques sont essentiellement des horloges à quartz avec une électronique spéciale et peuvent atteindre une plus grande précision que les minuteries mécaniques ou électromécaniques. Les minuteries électroniques ont une électronique numérique, mais peuvent avoir un affichage analogique ou numérique.
Les circuits intégrés ont rendu la logique numérique si bon marché qu'une minuterie électronique est maintenant moins chère que de nombreuses minuteries mécaniques et électromécaniques. Les minuteries individuelles sont implémentées comme un simple système informatique à puce unique, similaire à une horloge et utilisant généralement la même technologie produite en série.

## Minuteur/analyseur automatique

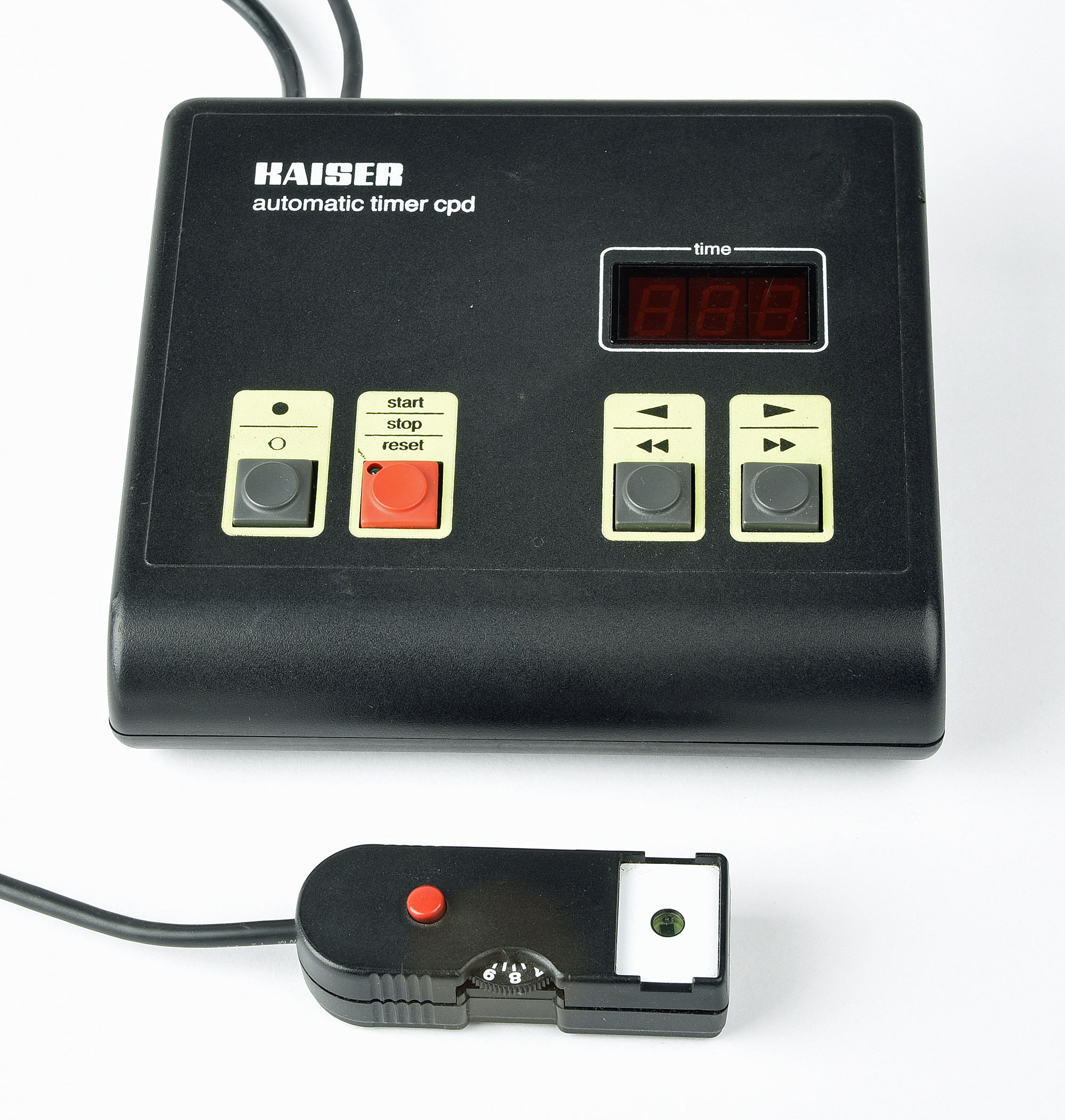
Compteur-analyseur électronique

Il existe un type de minuterie automatique fabriqué par Kaiser, Philips et d'autres qui, en utilisant un capteur photoélectrique (comme celui de la photo ou monté à l'intérieur du cadre du porte-photo), régule le temps d'exposition en fonction de la lumière projetée par l'agrandisseur, à travers le négatif, sur le papier sensible, magnitude inversement proportionnelle à la noirceur du négatif et à sa distance au papier.

« Minuterie d'agrandisseur automatique "Commutateur et posemètre pour négatifs et diapositives N/B et couleur. Mesure d'exposition sélective ou intégrale à l'aide d'une tête de mesure indépendante avec un capteur optique au silicium et une lentille convergente. Trois chiffres, affichage numérique orange, écran de préparation du bouton de démarrage, temps étape dans le cycle de temps avec compte à rebours jusqu'à zéro bouton pour arrêter et reprendre le compte à rebours du temps de fonctionnement restant ainsi que la mesure de la réfraction avec remise à zéro directe du temps Il peut également être utilisé comme minuterie d'exposition manuelle avec réglage du temps souhaité à l'aide de la touche haut/bas. »

## Galerie

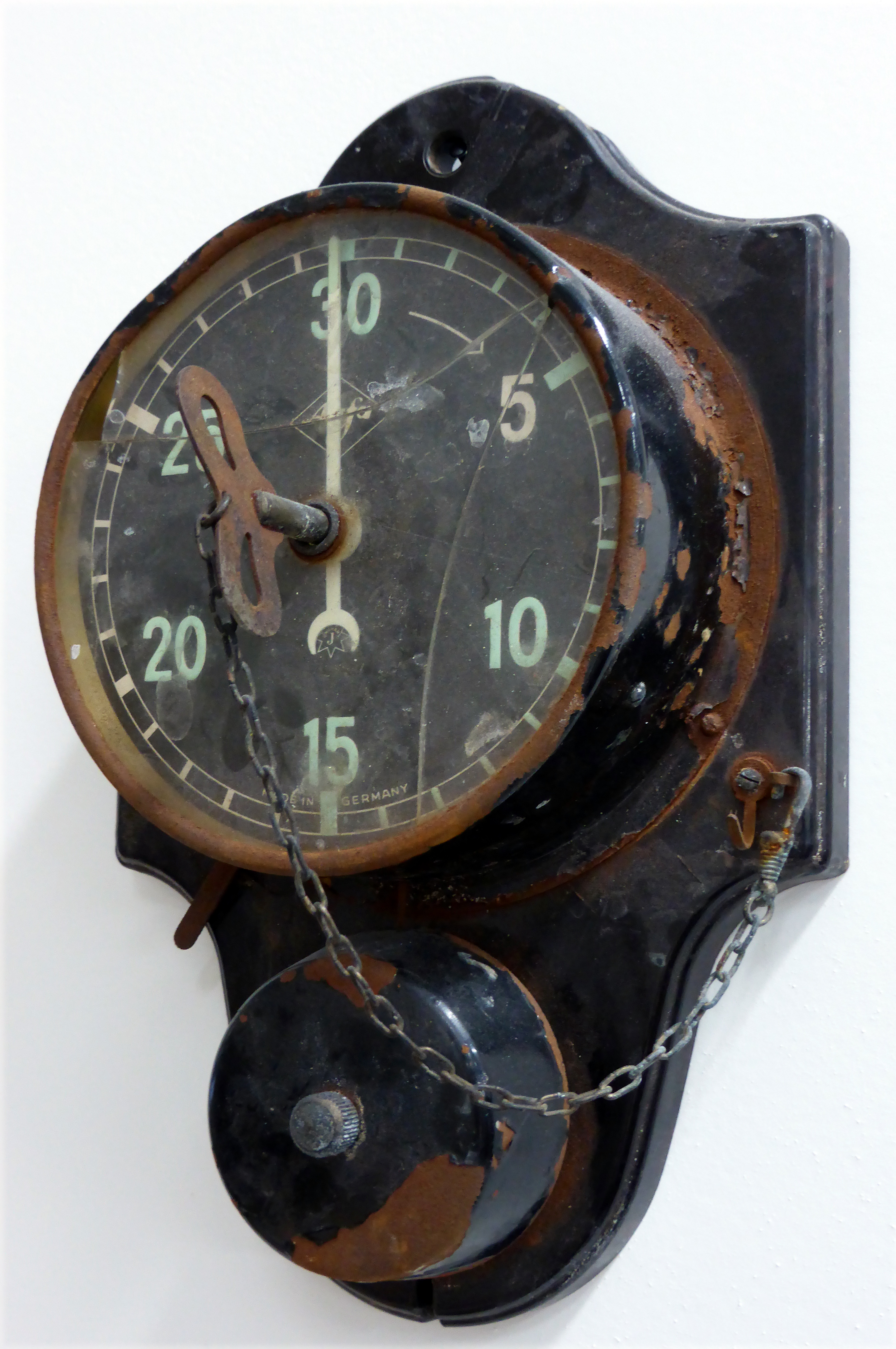
Agfa timer
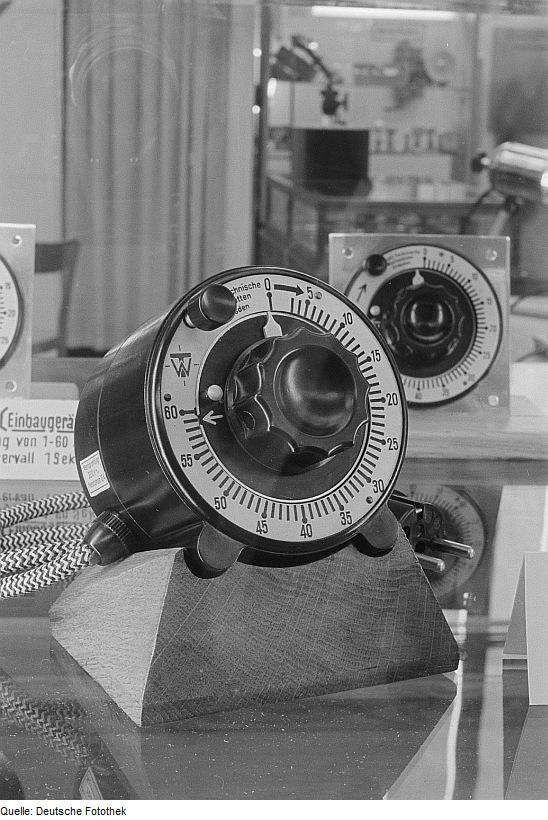
Fotothek Technische Werkstätten
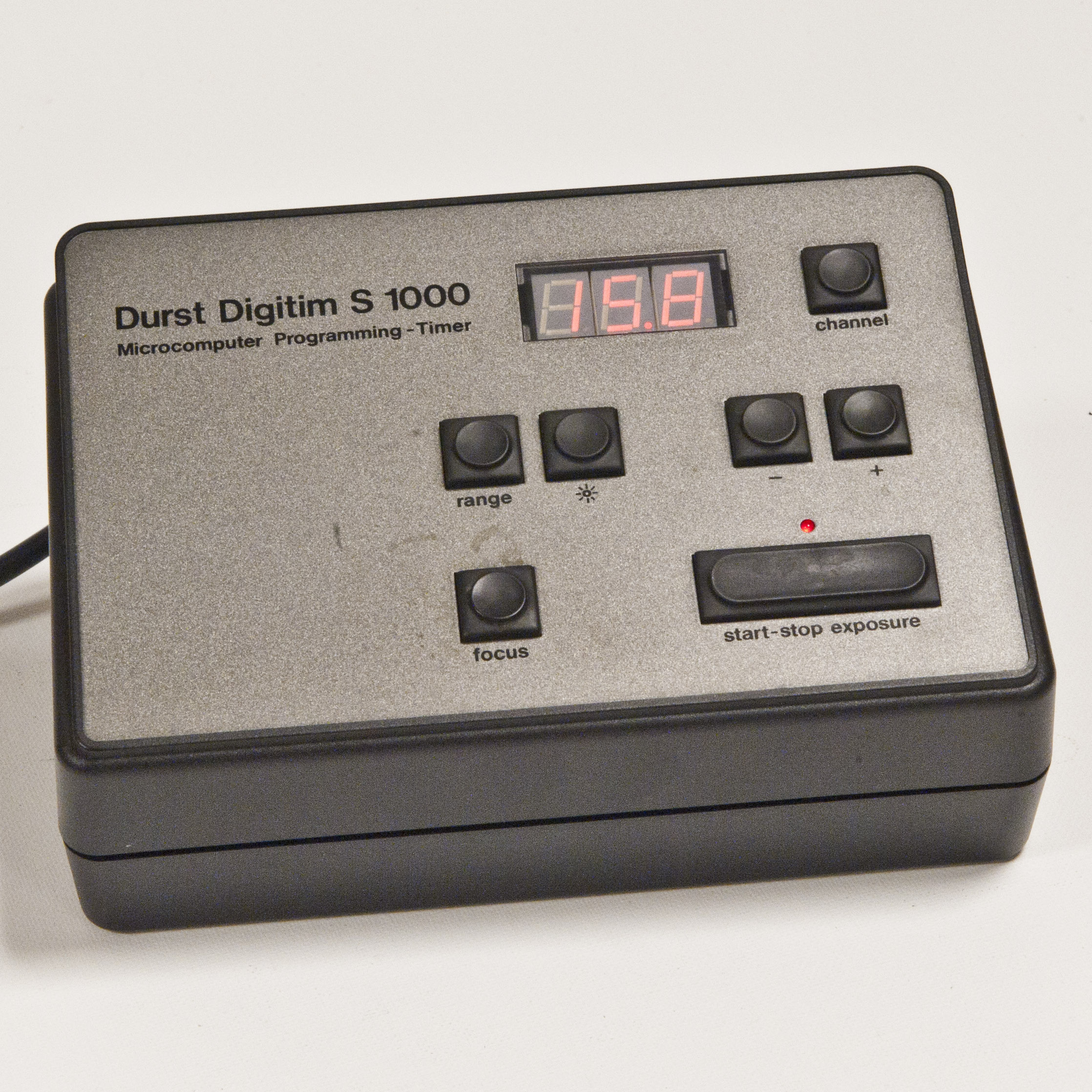
Durst-digitim
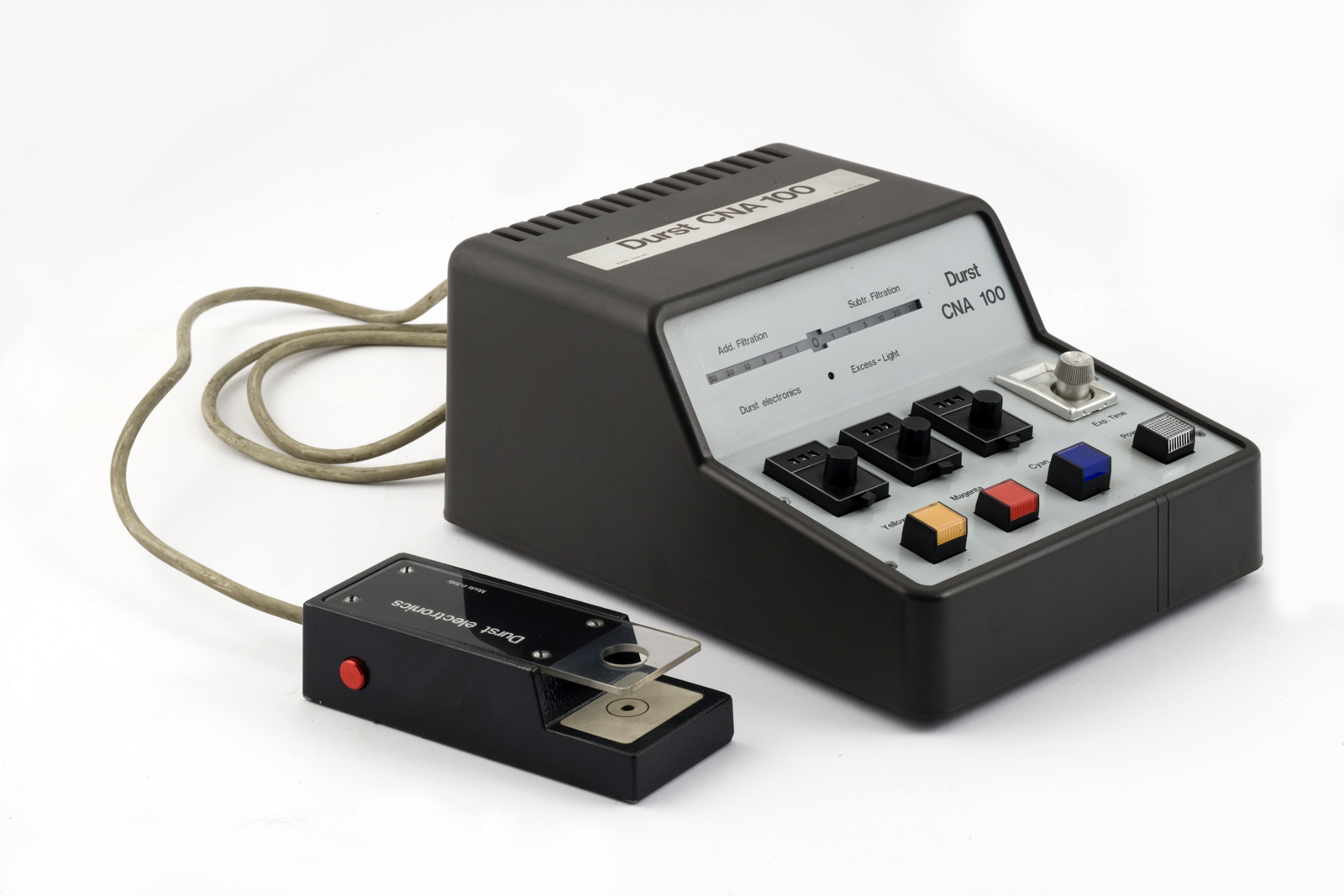
Compte-pose-analyseur électronique